# Mark Sehested Pedersen
Mark Sehested Pedersen (Kalundborg, 6 de novembre de 1991) és un ciclista danès professional des del 2012 i actualment a l'equip Team Virtu Cycling.

## Palmarès
- 2008
  -  Campió de Dinamarca júnior en contrarellotge per equips
- 2012
  - Vencedor d'una etapa de l'An Post Rás